# Ölsiefen
Der Ölsiefen ist ein etwa 1 Kilometer langer Bach zwischen Engeldorf in der Gemeinde Kürten und Georghausen in der Gemeinde Lindlar im  nordrhein-westfälischen Rheinisch-Bergischen Kreis. Er ist ein nordwestlicher und orographisch rechter Zufluss der Sülz.

## Geographie

### Verlauf
Der Ölsiefen entspringt in Engeldorf und fließt nach 1,005 km durch das Naturschutzgebiet Ölsiefental südlich von Offermannsheide in der Nähe von Georghausen in die Sülz. Außer im Quellbereich liegt keine Bebauung in der Nähe. Im 19. Jahrhundert lag im Ölsiefental der gleichlautende Wohnplatz Oelsiefen. Der Ölsiefen hat keine identifizierbaren Zuflüsse.

### Einzugsgebiet
Das Einzugsgebiet des Ölsiefen wird begrenzt
- im Norden durch den Welpertssiefen,
- im Westen durch den Alemigssiefen und
- im Süden durch die aufnehmende Sülz.